# 2018 na televisão brasileira
A seguir há uma lista de eventos relacionados à televisão brasileira em 2018. Os eventos listados incluem estreias, cancelamentos e finais de programas de televisão; lançamento, encerramento e rebrandings de canais; estações locais mudando de afiliação de rede; e informações sobre controvérsias e disputas de carregamento.

## Eventos notáveis

### Janeiro
| Data | Evento |
| ---- | --- |
| 7    | A TNT e o TBS transmitem a 75.ª edição dos Prêmios Globo de Ouro. |
| 8    | Na TV Gazeta, Regina Volpato passa a apresentar o Mulheres, substituindo Cátia Fonseca. |
| 11   | A TNT e o TBS transmitem a 23.ª edição dos Critics' Choice Movie Awards. |
| 12   | Na Rede Globo, Joaquim Lopes deixa a apresentação do Vídeo Show. |
| 15   | Na Rede Globo, Sophia Abrahão passa a fazer dupla com Otaviano Costa e substitui Joaquim Lopes no Vídeo Show. |
| 17   | Transição do sinal televisivo analógico para o digital: As cidades de Aguaí, Águas da Prata, Águas de São Pedro, Alumínio, Americana, Amparo, Aparecida, Araçariguama, Araçoiaba da Serra, Araras, Artur Nogueira, Atibaia, Boituva, Bragança Paulista, Cabreúva, Caçapava, Cachoeira Paulista, Campinas, Campo Limpo Paulista, Campos do Jordão, Canas, Capela do Alto, Capivari, Cerquilho, Charqueada, Conchal, Cordeirópolis, Cosmópolis, Cruzeiro, Elias Fausto, Engenheiro Coelho, Espírito Santo do Pinhal, Estiva Gerbi, Guaratinguetá, Holambra, Hortolândia, Igaratá, Indaiatuba, Iperó, Ipeúna, Iracemápolis, Itapira, Itatiba, Itobi, Itu, Itupeva, Jacareí, Jaguariúna, Jarinu, Jumirim, Jundiaí, Leme, Limeira, Lorena, Louveira, Mairinque, Mogi Guaçu, Mogi Mirim, Mombuca, Monte Mor, Nova Odessa, Paulínia, Pedreira, Piedade, Pindamonhangaba, Piquete, Piracicaba, Pirassununga, Porto Feliz, Porto Ferreira, Potim, Rafard, Rio Claro, Rio das Pedras, Roseira, Saltinho, Salto, Salto de Pirapora, Santa Bárbara d'Oeste, Santa Cruz da Conceição, Santa Gertrudes, Santa Maria da Serra, Santa Rita do Passa Quatro, Santo Antônio de Posse, São João da Boa Vista, São José dos Campos, São Pedro, São Roque, Serra Negra, Socorro, Sorocaba, Sumaré, Tambaú, Tapiraí, Tatuí, Taubaté, Tietê, Torrinha, Tremembé, Valinhos, Vargem Grande do Sul, Várzea Paulista, Vinhedo e Votorantim no estado de São Paulo têm o sinal analógico desligado, mantendo apenas o sinal digital em funcionamento. |
| 21   | O TBS transmite a 24.ª edição dos Prêmios Screen Actors Guild. |
| 23   | Durante a exibição do telejornal Bom Dia Pernambuco pela TV Globo Nordeste, emissora própria da Rede Globo em Recife, Pernambuco, o helicóptero de jornalismo da emissora, que fazia imagens aéreas ao vivo de um temporal na orla da cidade, caiu próximo ao bairro Brasília Teimosa, matando o piloto comandante Daniel Galvão, a co-piloto 1.ª sargento Lia Maria Abreu de Souza e ferindo gravemente o técnico de transmissão Miguel Brendo Pontes Simões, que morreu após 9 dias internado. |
| 28   | A TNT e o TBS exibem a 60.ª edição do Grammy Award. |
| 29   | Na RecordTV, com o fim do SP Record, Carla Cecato volta a fazer dupla com Roberta Piza no Fala Brasil, enquanto Larissa Alvarenga volta a fazer reportagens. |
| 31   | Transição do sinal televisivo analógico para o digital: A capital Curitiba e as cidades de Almirante Tamandaré, Araucária, Balsa Nova, Bocaiuva do Sul, Campina Grande do Sul, Campo Largo, Campo Magro, Carambeí, Colombo, Contenda, Fazenda Rio Grande, Guaratuba, Imbituva, Itaperuçu, Lapa, Mandirituba, Palmeira, Pinhais, Piraquara, Ponta Grossa, Quatro Barras, Rio Branco do Sul, São José dos Pinhais, Teixeira Soares, Tijucas do Sul e Tunas do Paraná no estado do Paraná têm o sinal analógico desligado, mantendo apenas o sinal digital em funcionamento. |

### Fevereiro
| Data | Evento |
| ---- | --- |
| 2—3  | O Multishow transmite ao vivo de Xangri-lá, Rio Grande do Sul a 23.ª edição do Planeta Atlântida. |
| 3    | A Rede Meio Norte transmite o Corso de Teresina. |
| 3    | A Rede Gazeta exibe os desfiles das escolas de samba do Grupo Especial de Vitória. |
| 4    | A ESPN exibe o Super Bowl LII. |
| 4    | A Rede Liberal transmite o compacto da 72.ª edição do concurso Rainha das Rainhas. |
| 9—25 | A Rede Globo e o SporTV realizam a cobertura dos Jogos Olímpicos de Inverno de 2018. |
| 9—13 | As principais emissoras de TV (exceto a RecordTV) realizam a cobertura do Carnaval de 2018, sendo que: - A Rede Globo exibe o Globeleza com os desfiles das escolas de samba de São Paulo e Rio de Janeiro e o carnaval do Recife na TV Globo Nordeste. A Rede Bahia cobre localmente o carnaval de Salvador no Bahia Folia; - O SBT exibe o SBT Folia, mostrando o carnaval de Salvador em parceria com a TV Aratu; - A Rede Bandeirantes exibe o Band Folia, mostrando o carnaval de Salvador, São Paulo e Rio de Janeiro; - A RedeTV! exibe os Bastidores do Carnaval 2018; - A TV Brasil exibe o desfile das escolas de samba do Grupo de Acesso de São Paulo, além do carnaval de Salvador em parceria com a TVE Bahia. - A TV Cultura exibe o carnaval do Recife em parceria com a TV Nova Nordeste. |
| 10   | A TV A Crítica transmite o desfile das escolas de samba do Grupo Especial de Manaus. |
| 15   | A sede da Band Curitiba, emissora própria da Rede Bandeirantes no bairro Vista Alegre em Curitiba, Paraná foi alvejada por um coquetel molotov. O artefato caiu na portaria da emissora, atingindo um funcionário que conseguiu se livrar das chamas sem se ferir gravemente. O suspeito, Jeremias Oliveira da Silva, 33 anos, também jogou um outro artefato contra a sede do GRPCOM em 20 de fevereiro, sendo preso no dia seguinte. |
| 16   | Na TV Cultura, Willian Corrêa deixa após cinco anos a coordenação geral de jornalismo da rede e a apresentação do Jornal da Cultura. |
| 21   | Transição do sinal televisivo analógico para o digital: As cidades de Altinópolis, Aramina, Barretos, Barrinha, Batatais, Brodowski, Buritizal, Colina, Colômbia, Cravinhos, Cristais Paulista, Franca, Guaíra, Guará, Igarapava, Ipuã, Itirapuã, Ituverava, Jaborandi, Jaboticabal, Jardinópolis, Jeriquara, Luiz Antônio, Miguelópolis, Morro Agudo, Nuporanga, Orlândia, Patrocínio Paulista, Pedregulho, Pitangueiras, Pontal, Restinga, Ribeirão Corrente, Ribeirão Preto, Rifaina, Sales Oliveira, Santa Cruz da Esperança, Santo Antônio da Alegria, São Joaquim da Barra, São José da Bela Vista, São Simão, Serra Azul, Serrana, Sertãozinho e Taquaral no estado de São Paulo têm o sinal analógico desligado, mantendo apenas o sinal digital em funcionamento.                                 |
| 26   | Na TV Gazeta, o Mulheres ganha novo cenário, vinheta de abertura e identidade visual. |
| 28   | Transição do sinal televisivo analógico para o digital: A capital Florianópolis e as cidades de Antônio Carlos, Biguaçu, Palhoça, Paulo Lopes, São José e São Pedro de Alcântara no estado de Santa Catarina têm o sinal analógico desligado, mantendo apenas o sinal digital em funcionamento. |

### Março
| Data  | Evento |
| ----- | --- |
| 4     | A TV Gazeta, TV Brasil, Fox Sports e BandSports transmitem a final do torneio simples do Brasil Open de 2018. |
| 4     | O SBT exibe a 57.ª edição do Troféu Imprensa. |
| 4     | A Rede Globo, TNT e TBS transmitem a 90.ª edição do Oscar. |
| 5     | Na GloboNews, Heraldo Pereira assume o comando do Jornal das 10, substituindo Renata Lo Prete. Natuza Nery, apresentadora interina desde 8 de novembro de 2017, volta a fazer os comentários de política do telejornal. |
| 14    | Transição do sinal televisivo analógico para o digital: A capital Porto Alegre e as cidades de Alto Feliz, Alvorada, Araricá, Arroio do Meio, Arroio dos Ratos, Balneário Pinhal, Barão, Barão do Triunfo, Barra do Ribeiro, Bento Gonçalves, Boa Vista do Sul, Bom Princípio, Bom Retiro do Sul, Brochier, Butiá, Cachoeirinha, Campestre da Serra, Campo Bom, Canela, Canoas, Capela de Santana, Capitão, Capivari do Sul, Carlos Barbosa, Caxias do Sul, Charqueadas, Cidreira, Colinas, Cotiporã, Cruzeiro do Sul, Dois Irmãos, Eldorado do Sul, Estância Velha, Esteio, Estrela, Farroupilha, Fazenda Vilanova, Feliz, Flores da Cunha, Garibaldi, General Câmara, Glorinha, Gramado, Gravataí, Guaíba, Harmonia, Igrejinha, Imbé, Imigrante, Ipê, Ivoti, Lajeado, Lindolfo Collor, Linha Nova, Maratá, Mato Leitão, Minas do Leão, Monte Belo do Sul, Montenegro, Morro Reuter, Nova Hartz, Nova Pádua, Nova Petrópolis, Nova Roma do Sul, Nova Santa Rita, Novo Hamburgo, Osório, Palmares do Sul, Pareci Novo, Parobé, Paverama, Picada Café, Portão, Pouso Novo, Presidente Lucena, Rolante, Salvador do Sul, Santa Clara do Sul, Santo Antônio da Patrulha, São Francisco de Paula, São Jerônimo, São José do Hortêncio, São José do Sul, São Leopoldo, São Marcos, São Pedro da Serra, São Sebastião do Caí, São Valentim do Sul, São Vendelino, Sapiranga, Sapucaia do Sul, Sentinela do Sul, Tabaí, Tapes, Taquara, Taquari, Teutônia, Tramandaí, Três Coroas, Triunfo, Tupandi, Vale Real, Veranópolis, Viamão, Westfália e Xangri-lá no estado do Rio Grande do Sul têm o sinal analógico desligado, mantendo apenas o sinal digital em funcionamento. |
| 19    | O Viva estreia nova identidade visual. |
| 23—25 | O Multishow e o Bis transmitem a 7.ª edição do Lollapalooza Brasil. A Rede Globo exibiu compactos dos shows do evento. |
| 26    | Na TV Cultura, Augusto Nunes deixa a apresentação do Roda Viva. |
| 28    | Transição do sinal televisivo analógico para o digital: A capital São Luís e as cidades de Alcântara, Bacabeira, Bacurituba, Icatu, Paço do Lumiar, Raposa, Rosário, São José de Ribamar e São Bento no estado do Maranhão, e as cidades de Agudos, Arealva, Avaí, Bauru, Borebi, Cabrália Paulista, Pirajuí, Piratininga e Presidente Alves no estado de São Paulo têm o sinal analógico desligado, mantendo apenas o sinal digital em funcionamento. |
| 31    | A Rede Bandeirantes exibe a 63.ª edição do Miss São Paulo. |

### Abril
| Data  | Evento |
| ----- | --- |
| 1.º   | No SBT, o programa Eliana ganha novo cenário, vinheta de abertura e grafismos. |
| 1.º   | O SBT exibe a 129.ª Parada da Rosas de Pasadena, Estados Unidos, realizada em 1.º de janeiro. |
| 2     | Na TV Cultura, Joyce Ribeiro assume a apresentação do Jornal da Cultura, substituindo Willian Corrêa. |
| 9     | Na TV Cultura, Ricardo Lessa assume a apresentação do Roda Viva, substituindo Augusto Nunes. |
| 17    | A TV Maranhense de São Luís, Maranhão tem as transmissões suspensas após a ANATEL constatar que a emissora estava operando clandestinamente em canal reservado para o Plano Básico de Distribuição de Canais de Televisão Digital, tendo seus transmissores lacrados. |
| 18    | Transição do sinal televisivo analógico para o digital: As cidades de Adolfo, Alfredo Marcondes, Altair, Álvares Machado, Anhumas, Bady Bassitt, Bálsamo, Caiabu, Cedral, Dracena, Emilianópolis, Flora Rica, Guapiaçu, Indiana, Ipiguá, Irapuru, Jaci, José Bonifácio, Junqueirópolis, Martinópolis, Mendonça, Mirante do Paranapanema, Mirassol, Mirassolândia, Narandiba, Neves Paulista, Nova Aliança, Nova Granada, Onda Verde, Palestina, Piquerobi, Pirapozinho, Potirendaba, Presidente Bernardes, Presidente Prudente, Presidente Venceslau, Regente Feijó, Ribeirão dos Índios, Sales, Santo Anastácio, Santo Expedito, São José do Rio Preto, Tarabai e Ubarana no estado de São Paulo têm o sinal analógico desligado, mantendo apenas o sinal digital em funcionamento. |
| 19—21 | A TV Globo Nordeste e as afiliadas da Rede Globo no Nordeste transmitem ao vivo de Garanhuns, Pernambuco a 5.ª edição do Festival Viva Dominguinhos. |
| 30    | A Rede Meio Norte estreia nova identidade visual. |

### Maio
| Data | Evento |
| ---- | --- |
| 4    | No SBT, o Casos de Família ganha novo cenário, vinheta de abertura e grafismos. |
| 6    | Na RecordTV, o Hora do Faro ganha novo cenário, vinheta de abertura e grafismos. |
| 8    | A Rede Globo, SporTV e Fox Sports renovam os direitos de transmissão da Copa Libertadores da América com a CONMEBOL para o quadriênio 2019-2022. O Facebook Watch também terá direito a transmitir um jogo nas quintas-feiras, com produção dos canais Fox Sports, exceto semifinais e a final. |
| 13   | Na RedeTV, o programa Encrenca estreia novo cenário e vinheta de abertura. |
| 14   | Na RedeTV!, os programas A Tarde É Sua, RedeTV! News e Leitura Dinâmica estreiam novas identidades visuais, vinhetas de abertura e grafismos. |
| 17   | Início do horário eleitoral gratuito da Eleição suplementar de 2018 no estado do Tocantins. |
| 19   | A Rede Globo, RecordTV, GloboNews, BandNews TV e GNT realizam a cobertura do casamento de Henrique de Gales e Meghan Markle, ao vivo de Windsor, Inglaterra |
| 20   | A TNT transmite a 30.ª edição do Billboard Music Awards. |
| 26   | A Rede Bandeirantes exibe a 64.ª edição do Miss Brasil. |
| 30   | Transição do sinal televisivo analógico para o digital: A capital Maceió e as cidades de Atalaia, Barra de Santo Antônio, Barra de São Miguel, Coqueiro Seco, Marechal Deodoro, Messias, Paripueira, Pilar, Rio Largo, Santa Luzia do Norte, São Miguel dos Campos e Satuba no estado de Alagoas; a capital Manaus e as cidades de Careiro da Várzea e Iranduba no estado do Amazonas; a capital Belém e as cidades de Ananindeua, Barcarena, Benevides, Bujaru, Cachoeira do Arari, Colares, Marituba, Ponta de Pedras, Santa Bárbara do Pará, Santa Izabel do Pará e Santo Antônio do Tauá no estado do Pará; a capital João Pessoa e as cidades de Alhandra, Bayeux, Cabedelo, Conde, Cruz do Espírito Santo, Lucena, Marcação, Mari, Riachão do Poço, Santa Rita, Sapé e Sobrado no estado da Paraíba; a capital Teresina e as cidades de Demerval Lobão, Lagoa do Piauí e Nazária no estado do Piauí, além de Timon no estado do Maranhão; a capital Natal e as cidades de Arês, Brejinho, Ceará-Mirim, Extremoz, Ielmo Marinho, Lagoa de Pedras, Lagoa Salgada, Macaíba, Maxaranguape, Monte Alegre, Nísia Floresta, Parnamirim, Poço Branco, Riachuelo, Rio do Fogo, Santa Maria, São Gonçalo do Amarante, São José de Mipibu, São Pedro, Senador Georgino Avelino, Serra de São Bento, Taipu, Tibau do Sul, Vera Cruz e Vila Flor no estado do Rio Grande do Norte; e a capital Aracaju e as cidades de Areia Branca, Barra dos Coqueiros, Divina Pastora, Itabaiana, Itaporanga d'Ajuda, Laranjeiras, Malhador, Maruim, Nossa Senhora do Socorro, Pirambu, Riachuelo, Rosário do Catete, Santa Rosa de Lima, Santo Amaro das Brotas, São Cristóvão e Siriri no estado de Sergipe têm o sinal analógico desligado, mantendo apenas o sinal digital em funcionamento. |
| 30   | Durante a greve dos caminhoneiros, uma equipe de jornalismo da EPTV Central, afiliada da Rede Globo em São Carlos, São Paulo que cobria os eventos na Rodovia Anhanguera em Leme foi agredida por manifestantes, tendo seus equipamentos quebrados e o carro de reportagem apedrejado. |

### Junho
| Data     | Evento |
| -------- | --- |
| 1.º      | Término do horário eleitoral gratuito da Eleição suplementar de 2018 no estado do Tocantins. |
| 8        | Início do horário eleitoral gratuito do 2.º turno da Eleição suplementar de 2018 no estado do Tocantins. |
| 12       | Na Rede Globo, Otaviano Costa deixa a apresentação do Vídeo Show. |
| 14—15/7  | A Rede Globo, SporTV e Fox Sports realizam a cobertura da Copa do Mundo FIFA de 2018. |
| 15       | Na Rede Bandeirantes, Julia Duailibi deixa a bancada do Café com Jornal. Laura Ferreira assume interinamente a vaga da antiga apresentadora em 19 de junho. |
| 22       | Término do horário eleitoral gratuito do 2.º turno da Eleição suplementar de 2018 no estado do Tocantins. |
| 22—23    | A TV Globo Nordeste e as afiliadas da Rede Globo na região Nordeste exibem o especial São João do Nordeste. |
| 27       | Os canais Esporte Interativo renovam os direitos de transmissão da Liga dos Campeões com a UEFA para o triênio 2018-2020, garantindo os direitos exclusivos na TV por assinatura. O Facebook Watch garantiu os direitos de transmissão da TV aberta, anteriormente pertencentes à Rede Globo e Rede Bandeirantes (por sublicenciamento). |
| 29—1.º/7 | A TV A Crítica e a TV Cultura transmitem a 53.ª edição do Festival Folclórico de Parintins. |
| 30—1.º/7 | O Multishow transmite ao vivo de Goiânia, Goiás a 8.ª edição do VillaMix Festival. |

### Julho
| Data | Evento |
| ---- | --- |
| 1.º  | Na Rede Bandeirantes, Joel Datena substitui José Luiz Datena no Agora É com Datena (que muda de nome para Agora É Domingo), após o apresentador se licenciar para a disputa das Eleições 2018. O apresentador retornou a atração em 15 de julho, após desistir da candidatura. |
| 2    | A TV NBR estreia nova identidade visual. |
| 8    | A TV Globo Nordeste e as afiliadas da Rede Globo na região Nordeste exibem o Festival de Quadrilhas Juninas do Nordeste 2018. |
| 9    | Na Rede Bandeirantes, Joana Treptow assume a bancada do Café com Jornal ao lado de Luiz Megale, substituindo Julia Duailibi. |
| 16   | Na Rede Globo, o Vídeo Show passa a ser apresentado por Sophia Abrahão, Fernanda Keulla e Vivian Amorim, estas duas últimas substituindo Otaviano Costa. |
| 17   | A Rede Bandeirantes estreia nova identidade visual. |

### Agosto
| Data | Evento |
| ---- | --- |
| 5—24 | A Rede Bandeirantes realiza a cobertura da Copa do Mundo de Futebol Feminino Sub-20 de 2018. |
| 7    | A TV Maranhense de São Luís, Maranhão retoma as suas transmissões após a ANATEL deslacrar seus transmissores e concessionar o canal 17 UHF para as suas transmissões. Ainda fazendo-se valer da liminar judicial impetrada meses antes, a emissora continuou retransmitindo a programação da Rede Bandeirantes juntamente com a TV Metropolitana. |
| 9    | A Turner Broadcasting System Latin America anuncia o fim dos canais Esporte Interativo, demitindo cerca de 280 profissionais e encerrando suas operações em até 40 dias, passando a exibir simultaneamente uma programação gravada nos três canais. Os direitos de transmissão da Liga dos Campeões da UEFA (triênio 2018-2020) e Campeonato Brasileiro de Futebol (acordos individuais entre clubes para 2019-2024), além de algumas atrações exibidas pelos canais serão reaproveitados pela TNT e Space, que passarão a utilizar a marca da emissora como bloco de programação. |
| 9    | A Rede Bandeirantes promove debate com os candidatos a presidente nas Eleições 2018. |
| 10   | A RedeTV! anuncia a exibição da temporada 2018–2019 da Premier League, após sublicenciar os direitos de transmissão com a ESPN Brasil. O acordo permite a rede a exibição de um jogo do torneio por semana. |
| 12   | A Warner Channel transmite a 20.ª edição do Teen Choice Awards. |
| 14   | Transição do sinal televisivo analógico para o digital: A capital Macapá e as cidades de Mazagão e Santana no estado do Amapá; a capital Porto Velho e a cidade de Candeias do Jamari no estado de Rondônia; a capital Palmas e as cidades de Barrolândia e Porto Nacional no estado do Tocantins; e a capital Cuiabá e as cidades de Acorizal, Jangada, Nossa Senhora do Livramento, Santo Antônio de Leverger e Várzea Grande no estado de Mato Grosso têm o sinal analógico desligado, mantendo apenas o sinal digital em funcionamento.                                        |
| 16   | Parte das emissoras da Rede Bandeirantes promovem debates com os candidatos a governador nas Eleições 2018. |
| 17   | No SBT, Mara Maravilha deixa a apresentação do Fofocalizando. |
| 17   | A RedeTV! promove debate com os candidatos a presidente nas Eleições 2018. |
| 18   | A Rede Globo e a Unesco promovem a 33.ª edição do Criança Esperança. |
| 19   | Na Rede Globo, o Domingão do Faustão torna-se o primeiro programa de auditório do mundo a utilizar câmeras de cinema ao vivo, em uma ação da emissora com a Sony. |
| 31   | Início do horário eleitoral gratuito do 1.º turno das Eleições 2018. |

### Setembro
| Data  | Evento |
| ----- | --- |
| 9     | A TV Gazeta promove debate com os candidatos a presidente nas Eleições 2018. |
| 14    | No SBT, Leo Dias deixa temporariamente o programa Fofocalizando para iniciar um tratamento contra as drogas.                                                                             |
| 17    | Na RecordTV, o Jornal da Record estreia novo cenário, vinheta de abertura e grafismos.                                                                                                   |
| 18    | Na RecordTV, o Fala Brasil estreia novo cenário, vinheta de abertura e grafismos, e os telejornais locais (Praça no Ar, Balanço Geral e Cidade Alerta) ganham novas identidades visuais. |
| 19    | Parte das emissoras do SBT promovem debates com os candidatos a governador nas Eleições 2018.                                                                                            |
| 20    | A TV Aparecida promove debate com os candidatos a presidente nas Eleições 2018. |
| 21    | Na RecordTV, o Esporte Fantástico e as sessões de cinema ganham novas identidades visuais.                                                                                               |
| 22    | Na RecordTV, o Domingo Espetacular e o Câmera Record ganham novas identidades visuais.                                                                                                   |
| 25    | O Multishow transmite a 25.ª edição do Prêmio Multishow de Música Brasileira. |
| 26    | O SBT promove debate com os candidatos a presidente nas Eleições 2018. |
| 28—29 | Parte das emissoras da RecordTV promovem debates com os candidatos a governador nas Eleições 2018.                                                                                       |
| 30    | A RecordTV promove debate com os candidatos a presidente nas Eleições 2018. |

### Outubro
| Data  | Evento |
| ----- | --- |
| 2     | A sucursal da RecordTV Interior SP em Ribeirão Preto, São Paulo sofreu um incêndio na sua redação, após um curto-circuito na iluminação. O sinistro foi controlado pelos próprios funcionários, antes da chegada do Corpo de Bombeiros, e sete deles, que acabaram intoxicados pela fumaça, foram levados ao Hospital São Francisco. Por conta do ocorrido, a emissora teve que gerar a programação local a partir da matriz em Franca.                                                                                 |
| 2     | As emissoras da Rede Globo promovem debates com os candidatos a governador nas Eleições 2018. |
| 4     | Término do horário eleitoral gratuito do 1.º turno das Eleições 2018. |
| 4     | A Rede Globo promove debate com os candidatos a presidente nas Eleições 2018. |
| 9     | A TNT transmite a 46.ª edição do American Music Awards. |
| 12    | Início do horário eleitoral gratuito do 2.º turno das Eleições 2018. |
| 15    | O BandSports estreia nova identidade visual. |
| 15    | Um acidente nos estúdios da RIT em São Paulo, SP causado pelo desabamento de um cenário deixa vários feridos. |
| 17    | A TV Gazeta fecha parceria com a Confederação Brasileira de Voleibol para a transmissão de jogos da Superliga Brasileira de Voleibol Masculino e Feminino na temporada de 2018-2019. |
| 18    | Parte das emissoras da Rede Bandeirantes promovem debates com os candidatos a governador no 2.º turno das Eleições 2018. |
| 19—20 | Parte das emissoras da RecordTV promovem debates com os candidatos a governador no 2.º turno das Eleições 2018. |
| 20    | A Rede Bandeirantes exibe a 64.ª edição do Miss São Paulo, realizado em 13 de outubro. |
| 23    | Parte das emissoras do SBT promovem debates com os candidatos a governador no 2.º turno das Eleições 2018. |
| 25    | As emissoras da Rede Globo promovem debates com os candidatos a governador no 2.º turno das Eleições 2018. |
| 26    | Término do horário eleitoral gratuito do 2.º turno das Eleições 2018. |
| 31    | Transição do sinal televisivo analógico para o digital: A capital Rio Branco e as cidades de Bujari e Senador Guiomard no estado do Acre; a capital Boa Vista e a cidade de Cantá no estado de Roraima; a capital Campo Grande e a cidade de Terenos no estado do Mato Grosso do Sul; e as cidades de Barbalha, Caririaçu, Crato, Forquilha, Juazeiro do Norte, Massapê, Missão Velha, Santana do Acaraú e Sobral no estado do Ceará têm o sinal analógico desligado, mantendo apenas o sinal digital em funcionamento. |

### Novembro
| Data      | Evento |
| --------- | --- |
| 5         | A Fundação Cásper Líbero promove a demissão de cerca de 70 funcionários dos seus veículos de comunicação, incluindo a TV Gazeta, alegando problemas financeiros. A emissora teve cerca de 25 funcionários dispensados, resultando no enxugamento do seu departamento de jornalismo e a extinção de algumas produções da área. |
| 6         | Uma equipe de reportagem da TV Globo São Paulo, emissora própria da Rede Globo, foi agredida enquanto produzia uma matéria sobre a falha em um dos trens da Linha 7 do Trem Metropolitano de São Paulo, operada pela CPTM. Enquanto estavam no local, a repórter Cinthia Toledo e o cinegrafista Luiz Fernando Castiglioni foram surpreendidos pelos seguranças, que na tentativa de impedir as filmagens, recolheram os equipamentos e quebraram a câmera de Luiz Fernando. Em nota, a Associação Brasileira de Jornalismo Investigativo disse que "repudia a agressão e a ameaça a Cinthia Toledo e a Luiz Fernando Castiglioni. A violência contra jornalistas em função do exercício da profissão atenta contra o direito à informação. A Abraji espera que de fato os autores sejam responsabilizados, e que a CPTM se encarregue de orientar a eles e aos demais funcionários quanto ao tratamento dispensado a jornalistas". |
| 9—10      | O SBT promove a 21.ª edição do Teleton, em prol da AACD. |
| 11        | A Nickelodeon transmite a 19.ª edição dos Meus Prêmios Nick. |
| 13—1.º/12 | A Rede Bandeirantes realiza a cobertura da Copa do Mundo de Futebol Feminino Sub-17 de 2018. |
| 16        | Na Rede Globo, Fernanda Keulla e Vivian Amorim deixam a apresentação do Vídeo Show. |
| 17        | Por decisão da 4.ª Vara Criminal do Tribunal de Justiça do Estado do Rio de Janeiro, a pedido da Divisão de Homicídios da Polícia Civil e do Ministério Público, a Rede Globo foi proibida de divulgar em seus programas jornalísticos detalhes do inquérito que apura o assassinato da política Marielle Franco e do motorista Anderson Gomes, porque acredita-se que "o vazamento do conteúdo dos autos é deveras prejudicial, pois expõe dados pessoais das testemunhas, assim como prejudica o bom andamento das investigações, obstaculizando e retardando a elucidação dos crimes hediondos em análise". A emissora, que através de editorial afirma que sempre evitou "divulgar algo que pudesse pôr minimamente em risco as testemunhas ou as investigações", decidiu recorrer da decisão por considerar que ela fere os princípios de liberdade de imprensa. |
| 19        | Na Rede Globo, Joaquim Lopes volta a fazer dupla com Sophia Abrahão no Vídeo Show, substituindo Fernanda Keulla e Vivian Amorim. |
| 26        | A sede da RecordTV Rio, emissora própria da RecordTV no Rio de Janeiro é alagada após uma forte chuva cair no município. A redação e alguns estúdios foram inundados, forçando a emissora a levar sua programação ao ar de maneira precária. |
| 28        | Transição do sinal televisivo analógico para o digital: As cidades de Alto Paraíso, Alto Piquiri, Amaporã, Ângulo, Apucarana, Arapongas, Araruna, Assaí, Assis Chateaubriand, Astorga, Atalaia, Bela Vista do Paraíso, Bom Sucesso, Braganey, Brasilândia do Sul, Cafezal do Sul, Califórnia, Cambé, Cambira, Campo Mourão, Cascavel, Cianorte, Corbélia, Cornélio Procópio, Corumbataí do Sul, Cruzeiro do Oeste, Cruzeiro do Sul, Diamante d'Oeste, Douradina, Doutor Camargo, Engenheiro Beltrão, Entre Rios do Oeste, Fênix, Floraí, Floresta, Florestópolis, Flórida, Foz do Iguaçu, Francisco Alves, Guairaçá, Guaporema, Ibema, Ibiporã, Iguaraçu, Indianópolis, Iporã, Iracema do Oeste, Itaipulândia, Itambé, Ivaté, Ivatuba, Jandaia do Sul, Japurá, Jataizinho, Jesuítas, Jussara, Leópolis, Londrina, Luiziana, Mandaguaçu, Mandaguari, Maria Helena, Marialva, Marilândia do Sul, Mariluz, Maringá, Maripá, Marumbi, Matelândia, Mauá da Serra, Medianeira, Mercedes, Mirador, Missal, Moreira Sales, Munhoz de Mello, Nova Aliança do Ivaí, Nova América da Colina, Nova Aurora, Nova Esperança, Nova Olímpia, Nova Santa Bárbara, Nova Santa Rosa, Novo Itacolomi, Ourizona, Ouro Verde do Oeste, Paiçandu, Paranavaí, Pato Bragado, Peabiru, Perobal, Pérola, Pitangueiras, Planaltina do Paraná, Prado Ferreira, Presidente Castelo Branco, Quatro Pontes, Ramilândia, Rancho Alegre, Rolândia, Rondon, Sabáudia, Santa Cecília do Pavão, Santa Tereza do Oeste, Santa Terezinha de Itaipu, São Jerônimo da Serra, São Jorge do Ivaí, São José das Palmeiras, São Manoel do Paraná, São Miguel do Iguaçu, São Pedro do Iguaçu, São Sebastião da Amoreira, São Tomé, Sarandi, Serranópolis do Iguaçu, Sertaneja, Sertanópolis, Tamboara, Tapejara, Terra Rica, Toledo, Tuneiras do Oeste, Tupãssi, Umuarama, Uniflor, Uraí, Vera Cruz do Oeste e Xambrê no estado do Paraná; Arroio do Padre, Canguçu, Capão do Leão, Cerrito, Morro Redondo, Pedro Osório, Pelotas, Rio Grande, São José do Norte, São Lourenço do Sul e Turuçu no estado do Rio Grande do Sul têm o sinal analógico desligado, mantendo apenas o sinal digital em funcionamento. |

### Dezembro
| Data | Evento |
| ---- | --- |
| 2    | Na Rede Globo, o Globo Rural ganha novo cenário, vinheta de abertura e grafismos. |
| 5    | Transição do sinal televisivo analógico para o digital: As cidades de Amélia Rodrigues, Anguera, Antônio Cardoso, Barra do Choça, Cabaceiras do Paraguaçu, Conceição da Feira, Conceição do Jacuípe, Coração de Maria, Feira de Santana, Governador Mangabeira, Ipecaetá, Irará, Ouriçangas, Pedrão, Santanópolis, Santo Estêvão, São Gonçalo dos Campos, Teodoro Sampaio e Vitória da Conquista no estado da Bahia; Água Comprida e Uberaba no estado de Minas Gerais; Campina Grande, Caturité, Lagoa Seca, Massaranduba, Montadas, Puxinanã e São Sebastião de Lagoa de Roça no estado da Paraíba têm o sinal analógico desligado, mantendo apenas o sinal digital em funcionamento. |
| 8–9  | O Multishow e o Bis transmitem ao vivo de Salvador, Bahia a 20.ª edição do Festival de Verão Salvador. |
| 9    | Na Rede Globo, Fernanda Gentil deixa o comando do Esporte Espetacular. O programa ganha nova vinheta de abertura e grafismos. |
| 9    | A Rede Globo exibe no Domingão do Faustão a 23.ª edição do Melhores do Ano. |
| 9    | A TV Gazeta exibe a 15.ª edição do Troféu Mesa Redonda. |
| 10   | As principais redes de televisão e canais de notícias do Brasil realizam a cobertura da diplomação do presidente eleito Jair Bolsonaro, ao vivo de Brasília, Distrito Federal. |
| 12   | Transição do sinal televisivo analógico para o digital: As cidades de Angra dos Reis, Aperibé, Araruama, Areal, Armação dos Búzios, Arraial do Cabo, Barra do Piraí, Barra Mansa, Cabo Frio, Cachoeiras de Macacu, Cambuci, Campos dos Goytacazes, Carapebus, Cardoso Moreira, Carmo, Comendador Levy Gasparian, Engenheiro Paulo de Frontin, Iguaba Grande, Italva, Itaperuna, Itatiaia, Laje do Muriaé, Macaé, Macuco, Mangaratiba, Mendes, Miguel Pereira, Miracema, Nova Friburgo, Paracambi, Paraíba do Sul, Paraty, Paty do Alferes, Pinheiral, Piraí, Porto Real, Quatis, Resende, Rio Bonito, Rio Claro, Rio das Flores, Rio das Ostras, Santo Antônio de Pádua, São Fidélis, São Francisco de Itabapoana, São João da Barra, São José de Ubá, São José do Vale do Rio Preto, São Pedro da Aldeia, São Sebastião do Alto, Sapucaia, Saquarema, Silva Jardim, Teresópolis, Três Rios, Valença, Varre-Sai, Vassouras e Volta Redonda no estado do Rio de Janeiro; Adamantina, Águas de Lindóia, Águas de Santa Bárbara, Alambari, Alto Alegre, Álvares Florence, Álvaro de Carvalho, Alvinlândia, Américo Brasiliense, Américo de Campos, Analândia, Andradina, Angatuba, Anhembi, Aparecida d'Oeste, Apiaí, Araçatuba, Arandu, Arapeí, Araraquara, Arco-Íris, Areias, Areiópolis, Ariranha, Aspásia, Assis, Auriflama, Avanhandava, Avaré, Balbinos, Bananal, Barão de Antonina, Barbosa, Bariri, Barra Bonita, Barra do Chapéu, Barra do Turvo, Bastos, Bebedouro, Bento de Abreu, Bernardino de Campos, Bilac, Birigui, Boa Esperança do Sul, Bocaina, Bofete, Bom Jesus dos Perdões, Bom Sucesso de Itararé, Borá, Boraceia, Borborema, Botucatu, Braúna, Brejo Alegre, Brotas, Buri, Buritama, Caconde, Cafelândia, Caiuá, Cajati, Cajobi, Cajuru, Campina do Monte Alegre, Campos Novos Paulista, Cananeia, Cândido Mota, Cândido Rodrigues, Canitar, Capão Bonito, Caraguatatuba, Cardoso, Casa Branca, Cássia dos Coqueiros, Castilho, Catanduva, Catiguá, Cerqueira César, Cesário Lange, Chavantes, Clementina, Conchas, Coroados, Coronel Macedo, Corumbataí, Cosmorama, Cruzália, Cunha, Descalvado, Dirce Reis, Divinolândia, Dobrada, Dois Córregos, Dolcinópolis, Dourado, Duartina, Dumont, Echaporã, Eldorado, Elisiário, Embaúba, Espírito Santo do Turvo, Estrela do Norte, Estrela d'Oeste, Euclides da Cunha Paulista, Fartura, Fernando Prestes, Fernandópolis, Fernão, Floreal, Flórida Paulista, Florínea, Gabriel Monteiro, Gália, Garça, Gastão Vidigal, Gavião Peixoto, General Salgado, Getulina, Glicério, Guaiçara, Guaimbê, Guapiara, Guaraçaí, Guaraci, Guarani d'Oeste, Guarantã, Guararapes, Guareí, Guariba, Guatapará, Guzolândia, Herculândia, Iacanga, Iacri, Iaras, Ibaté, Ibirá, Ibirarema, Ibitinga, Icém, Iepê, Igaraçu do Tietê, Iguape, Ilha Comprida, Ilha Solteira, Ilhabela, Indiaporã, Inúbia Paulista, Ipaussu, Iporanga, Irapuã, Itaberá, Itaí, Itajobi, Itaju, Itaóca, Itapetininga, Itapeva, Itapirapuã Paulista, Itápolis, Itaporanga, Itapuí, Itapura, Itararé, Itariri, Itatinga, Itirapina, Jacupiranga, Jales, Jambeiro, Jaú, Joanópolis, João Ramalho, Júlio Mesquita, Juquiá, Juquitiba, Lagoinha, Laranjal Paulista, Lavínia, Lavrinhas, Lençóis Paulista, Lindoia, Lins, Lourdes, Lucélia, Lucianópolis, Luiziânia, Lupércio, Lutécia, Macatuba, Macaubal, Macedônia, Magda, Manduri, Marabá Paulista, Maracaí, Marapoama, Mariápolis, Marília, Marinópolis, Matão, Meridiano, Mesópolis, Mineiros do Tietê, Mira Estrela, Miracatu, Mirandópolis, Mococa, Monções, Monte Alegre do Sul, Monte Alto, Monte Aprazível, Monte Azul Paulista, Monte Castelo, Monteiro Lobato, Morungaba, Motuca, Murutinga do Sul, Nantes, Natividade da Serra, Nazaré Paulista, Nhandeara, Nipoã, Nova Campina, Nova Canaã Paulista, Nova Castilho, Nova Europa, Nova Guataporanga, Nova Independência, Nova Luzitânia, Novais, Novo Horizonte, Ocauçu, Óleo, Olímpia, Oriente, Orindiúva, Oscar Bressane, Osvaldo Cruz, Ourinhos, Ouro Verde, Ouroeste, Pacaembu, Palmares Paulista, Palmeira d'Oeste, Palmital, Panorama, Paraguaçu Paulista, Paraibuna, Paraíso, Paranapanema, Paranapuã, Parapuã, Pardinho, Pariquera-Açu, Parisi, Pauliceia, Paulistânia, Paulo de Faria, Pederneiras, Pedra Bela, Pedranópolis, Pedrinhas Paulista, Pedro de Toledo, Penápolis, Pereira Barreto, Pereiras, Piacatu, Pilar do Sul, Pindorama, Pinhalzinho, Piracaia, Piraju, Pirangi, Planalto, Platina, Poloni, Pompeia, Pongaí, Pontalinda, Pontes Gestal, Populina, Porangaba, Pracinha, Pradópolis, Pratânia, Presidente Epitácio, Promissão, Quadra, Quatá, Queiroz, Queluz, Quintana, Rancharia, Redenção da Serra, Reginópolis, Registro, Ribeira, Ribeirão Bonito, Ribeirão Branco, Ribeirão do Sul, Ribeirão Grande, Rincão, Rinópolis, Riolândia, Riversul, Rosana, Rubiácea, Rubineia, Sabino, Sagres, Salmourão, Salto Grande, Sandovalina, Santa Adélia, Santa Albertina, Santa Branca, Santa Clara d'Oeste, Santa Cruz das Palmeiras, Santa Cruz do Rio Pardo, Santa Ernestina, Santa Fé do Sul, Santa Lúcia, Santa Mercedes, Santa Rita d'Oeste, Santa Rosa de Viterbo, Santa Salete, Santana da Ponte Pensa, Santo Antônio do Aracanguá, Santo Antônio do Jardim, Santo Antônio do Pinhal, Santópolis do Aguapeí, São Bento do Sapucaí, São Carlos, São Francisco, São João das Duas Pontes, São João de Iracema, São João do Pau-d'Alho, São José do Barreiro, São José do Rio Pardo, São Luís do Paraitinga, São Manuel, São Miguel Arcanjo, São Pedro do Turvo, São Sebastião, São Sebastião da Grama, Sarapuí, Sarutaiá, Sebastianópolis do Sul, Sete Barras, Severínia, Silveiras, Sud Mennucci, Suzanápolis, Tabapuã, Tabatinga, Taciba, Taguaí, Taiaçu, Taiuva, Tanabi, Tapiratiba, Taquaritinga, Taquarituba, Taquarivaí, Tarumã, Tejupá, Teodoro Sampaio, Terra Roxa, Timburi, Torre de Pedra, Trabiju, Três Fronteiras, Tuiuti, Tupã, Tupi Paulista, Turiúba, Turmalina, Ubatuba, Ubirajara, Uchoa, União Paulista, Urânia, Uru, Urupês, Valentim Gentil, Valparaíso, Vargem, Vera Cruz, Viradouro, Vista Alegre do Alto, Vitória Brasil, Votuporanga e Zacarias no estado de São Paulo têm o sinal analógico desligado, mantendo apenas o sinal digital em funcionamento. |
| 14   | A plataforma de streaming DAZN adquire os direitos de transmissão em TV aberta e por assinatura da Copa Libertadores da América com a CONMEBOL para o quadriênio 2019-2022. A Rede Globo, SporTV e Fox Sports não renovaram os direitos de transmissão. |
| 16   | Na Rede Globo, Bárbara Coelho passa a fazer dupla com Felipe Andreoli e substitui Fernanda Gentil no Esporte Espetacular. |
| 16   | A Rede Bandeirantes e a TNT transmitem a 67.ª edição do Miss Universo. |
| 17   | Transição do sinal televisivo analógico para o digital: As cidades de Davinópolis, Governador Edison Lobão, Imperatriz, João Lisboa e Senador La Rocque no estado do Maranhão; Rondonópolis no estado de Mato Grosso; Araguari, Indianópolis, Juiz de Fora, Matias Barbosa e Uberlândia no estado de Minas Gerais; Bezerros, Caruaru e São Caetano no estado de Pernambuco; Dilermando de Aguiar, Formigueiro, Itaara, Santa Maria, São Martinho da Serra, São Pedro do Sul, São Sepé e Silveira Martins no estado do Rio Grande do Sul; Araquari, Balneário Barra do Sul, Blumenau, Gaspar, Guaramirim, Indaial, Jaraguá do Sul, Joinville, Luiz Alves, Massaranduba, Pomerode, São Francisco do Sul e Schroeder no estado de Santa Catarina têm o sinal analógico desligado, mantendo apenas o sinal digital em funcionamento. |
| 25   | O Fox Sports anuncia a aquisição dos direitos de transmissão em TV por assinatura da Copa do Nordeste de Futebol para o triênio 2019-2021, substituindo o Esporte Interativo, através de acordo com a Liga do Nordeste. |
| 25   | O SBT exibe o show Feliz Natal Brasil Believe, em prol da Fundação Neymar Jr., realizado em São Paulo em 27 de novembro. |
| 30   | A Rede Globo exibe no Domingão do Faustão o Troféu Mário Lago 2018. |
| 31   | A TV Gazeta e a Rede Globo exibem a 94.ª edição da Corrida Internacional de São Silvestre. |
| 31   | As principais emissoras de TV do Brasil transmitem o sorteio da Mega da Virada. |

## Programas

### Janeiro
- 1.º de janeiro
  - Estreia da temporada 1988 de Os Trapalhões no Viva.[126]
  - Reestreia Planeta Gelado na Rede Bandeirantes.[127]
  - Estreia da 3.ª temporada de Conselho Tutelar na RecordTV.[128]
  - Estreia da 5.ª temporada de Grimm na RecordTV.
  - Estreia da 1.ª temporada de Supergirl na Rede Globo.[129]
- 2 de janeiro
  - Estreia Entre Irmãs na Rede Globo.[129]
  - Reestreia Pesadelo na Cozinha na Rede Bandeirantes.[130]
  - Estreia da 6.ª temporada de Cidade dos Homens na Rede Globo.[129]
- 4 de janeiro — Reestreia Era Uma Vez Uma História na Rede Bandeirantes.
- 5 de janeiro
  - Termina Entre Irmãs na Rede Globo.
  - Termina a 3.ª temporada de Conselho Tutelar na RecordTV.[131]
  - Termina a 6.ª temporada de Cidade dos Homens na Rede Globo.
- 6 de janeiro
  - Estreia da 1.ª temporada de Júnior Bake Off Brasil no SBT.[132]
  - Reestreia Sobrenatural no SBT.[133]
- 7 de janeiro
  - Estreia da 3.ª temporada do The Voice Kids na Rede Globo.[129]
  - Termina Lazinho com Você na Rede Globo.
  - Reestreia Domingo no Cinema na Rede Bandeirantes.
- 8 de janeiro
  - Reestreia Mundo Meio-Dia na Record News.
  - Termina Pega Pega na Rede Globo.
  - Estreia Treze Dias Longe do Sol na Rede Globo.[129]
- 9 de janeiro
  - Estreia Deus Salve o Rei na Rede Globo.[129]
  - Estreia O Gerente da Noite na Rede Globo.[129]
- 13 de janeiro — Termina Grande Sertão: Veredas no Viva.[134]
- 14 de janeiro — Reestreia o bloco Quem Não Viu, Vai Ver no SBT.[135][136]
- 15 de janeiro
  - Reestreia Luz do Sol na RecordTV.[137]
  - Estreia Bebê a Bordo no Viva.[134]
  - Reestreia Coração Indomável no SBT.[138]
  - Termina Planeta Gelado na Rede Bandeirantes.
- 17 de janeiro — Estreia da 3.ª temporada de Dancing Brasil na RecordTV.[139]
- 18 de janeiro — Termina Era Uma Vez Uma História na Rede Bandeirantes.
- 19 de janeiro
  - Termina Treze Dias Longe do Sol na Rede Globo.
  - Termina O Gerente da Noite na Rede Globo.
- 20 de janeiro — Termina a 3.ª temporada do Zorra na Rede Globo.
- 22 de janeiro — Estreia da 18.ª temporada de Big Brother Brasil na Rede Globo.[129]
- 23 de janeiro
  - Termina Ribeirão do Tempo na RecordTV.
  - Estreia da 5.ª temporada de Tá no Ar: a TV na TV na Rede Globo.[129]
- 24 de janeiro — Termina a 5.ª temporada de Grimm na RecordTV.
- 25 de janeiro
  - Estreia O Sócio na Rede Bandeirantes.[136]
  - Estreia Brasil a Bordo na Rede Globo.[129]
  - Estreia da 15.ª temporada de CSI: Investigação Criminal na RecordTV.
- 26 de janeiro
  - Termina Belaventura na RecordTV.[140]
  - Termina a 1.ª temporada de Supergirl na Rede Globo.
- 27 de janeiro
  - Termina Fera Radical no Viva.[134]
  - Termina O Fim do Mundo no Viva.[134]
  - Estreia Programa Amaury Jr. na Rede Bandeirantes.[141][142]
- 29 de janeiro
  - Estreia Sinhá Moça no Viva.[134]
  - Estreia Explode Coração no Viva.[134]
  - Reestreia da 5.ª temporada de Homeland - Segurança Nacional na Rede Globo.[129]
- 30 de janeiro — Termina Sortilégio no SBT.

### Fevereiro
- 4 de fevereiro — Estreia da 2.ª temporada de Game Over na PlayTV.[143]
- 8 de fevereiro
  - Termina a 5.ª temporada de Homeland - Segurança Nacional na Rede Globo.
  - Termina Seleção Globo Repórter na Rede Globo.[144]
- 10 de fevereiro — Termina Tela Máxima na RecordTV.[145]
- 14 de fevereiro
  - Estreia Aparecida Interessa ao Brasil na TV Aparecida.[146]
  - Estreia O Direito de Nascer na TV Aparecida.[147]
- 15 de fevereiro — Estreia da 4.ª temporada de Chicago Fire - Heróis contra o Fogo na RecordTV.[148]
- 16 de fevereiro — Termina a 1.ª temporada de Máquina Mortífera na Rede Globo.
- 17 de fevereiro
  - Reestreia José do Egito na RecordTV.[148]
  - Estreia da 4.ª temporada de Chicago P.D. - Distrito 21 na RecordTV.[148]
- 18 de fevereiro — Estreia Show de Humor na RecordTV.[149]
- 19 de fevereiro — Estreia Amanhã é para Sempre no SBT.[150]
- 21 de fevereiro — Estreia da 2.ª temporada de Natália na TV Brasil.[151]
- 23 de fevereiro
  - Termina Melhor pra Você na RedeTV!.[152]
  - Estreia Viralizando na TV Brasil.[151]
  - Estreia da temporada 2018 do Globo Repórter na Rede Globo.
- 24 de fevereiro — Estreia Antenize na TV Brasil.[151]
- 26 de fevereiro
  - Estreia Edu Guedes e Você na RedeTV!.[152][153]
  - Estreia Fala, Zuca na RedeTV!.[152]
  - Estreia Guerra & Paz na Rede Globo.[154]

### Março
- 1.º de março
  - Estreia Melhor da Tarde com Catia Fonseca na Rede Bandeirantes.[155][156]
  - Termina a 4.ª temporada de Chicago Fire - Heróis contra o Fogo na RecordTV.
- 2 de março — Termina TV Kids na RedeTV!.
- 3 de março — Estreia da 3.ª temporada de Zero1 na Rede Globo.[157]
- 5 de março
  - Estreia Turma da Pakaraka na RedeTV!.[158]
  - Estreia Papo Em Dia na RBTV.[159]
  - Estreia Vida & Estilo na RBTV.[159]
  - Termina a 25.ª temporada de Malhação na Rede Globo.
  - Termina Um Caminho para o Destino no SBT.
  - Estreia Viagens ao Redor do Mundo na Rede Bandeirantes.[160]
  - Estreia Desnude no GNT.
  - Estreia da 3.ª temporada do Programa do Porchat na RecordTV.[158]
- 6 de março — Estreia da 5.ª temporada de MasterChef na Rede Bandeirantes.[161]
- 7 de março — Estreia da 26.ª temporada de Malhação na Rede Globo.[162][163]
- 9 de março
  - Termina Dia Dia na Rede Bandeirantes.
  - Estreia Música na Band na Rede Bandeirantes.[160]
  - Termina Guerra & Paz na Rede Globo.
- 10 de março — Termina a 1.ª temporada de Júnior Bake Off Brasil no SBT.
- 11 de março — Termina a 3.ª temporada de Escolinha do Professor Raimundo na Rede Globo.
- 12 de março
  - Estreia Cozinha do Bork na Rede Bandeirantes.[164]
  - Estreia Record News Séries na Record News.[165]
  - Estreia da 5.ª temporada do The Noite com Danilo Gentili no SBT.
  - Estreia da 2.ª temporada de Empire: Fama e Poder na Rede Globo.[166]
- 15 de março — Estreia Rua Augusta na TNT.[167]
- 16 de março — Termina Desnude no GNT.
- 17 de março — Estreia da 2.ª temporada de Fábrica de Casamentos no SBT.[168]
- 18 de março — Estreia da 4.ª temporada de O Negócio na HBO Brasil.[169]
- 19 de março
  - Estreia Alerta Brasil na Record News.[170]
  - Termina Tempo de Amar na Rede Globo.
- 20 de março — Estreia Orgulho e Paixão na Rede Globo.[9]
- 25 de março — Estreia Repórter Rá Teen Bum na TV Cultura.[171]
- 26 de março — Reestreia Vídeo News na Rede Bandeirantes.[172]
- 29 de março — Estreia Senhor dos Céus na Rede Bandeirantes.[160]
- 30 de março
  - Termina Fala, Zuca na RedeTV!.[173]
  - Termina a 2.ª temporada de Empire: Fama e Poder na Rede Globo.
- 31 de março — Termina Clubti na TV Aparecida.

### Abril
- 2 de abril
  - Estreia Nossa Noite na TV Gazeta.[174]
  - Estreia da 2.ª temporada de Conversa com Bial na Rede Globo.[175]
  - Reestreia da 1.ª temporada de Lições de Um Crime na Rede Globo.
- 3 de abril — Estreia Anitta Entrou no Grupo no Multishow.[176]
- 4 de abril — Estreia Aparecida Debate na TV Aparecida.[177][178]
- 7 de abril — Estreia da 2.ª temporada de Cabelo Pantene - O Reality no SBT.[179]
- 8 de abril
  - Termina a 3.ª temporada do The Voice Kids na Rede Globo.
  - Estreia Brasil Caminhoneiro na TV Aparecida.[178]
- 9 de abril — Estreia Superpoderosas na Rede Bandeirantes.[180]
- 11 de abril — Termina a 3.ª temporada de Dancing Brasil na RecordTV.
- 12 de abril — Termina Brasil a Bordo na Rede Globo.[181]
- 13 de abril
  - Estreia Sou Caipira na TV Aparecida.[178]
  - Estreia Tudo em Família na TV Aparecida.[178][182]
- 15 de abril
  - Estreia da 3.ª temporada de Tamanho Família na Rede Globo.[183]
  - Termina Sessão Livre na Rede Bandeirantes.
  - Termina Terceiro Tempo na Rede Bandeirantes.
  - Termina Domingo no Cinema na Rede Bandeirantes.
- 17 de abril — Termina a 5.ª temporada de Tá no Ar: a TV na TV na Rede Globo.
- 18 de abril — Estreia da 2.ª temporada de Batalha dos Confeiteiros Brasil na RecordTV.[184]
- 19 de abril — Termina a 18.ª temporada de Big Brother Brasil na Rede Globo.[181]
- 20 de abril — Termina a 1.ª temporada de Lições de Um Crime na Rede Globo.
- 21 de abril — Estreia da 4.ª temporada do Zorra na Rede Globo.[185]
- 22 de abril
  - Termina Campo e Lavoura na RBS TV.[186]
  - Estreia Agora É com Datena na Rede Bandeirantes.[187]
  - Reestreia Show do Esporte na Rede Bandeirantes.[187]
- 23 de abril
  - Estreia Onde Nascem os Fortes na Rede Globo.[188]
  - Reestreia Segredos e Mentiras na Rede Globo.[189]
- 24 de abril
  - Termina Anitta Entrou no Grupo no Multishow.[190]
  - Estreia da 4.ª temporada de Mister Brau na Rede Globo.[182]
  - Estreia da 3.ª temporada de Power Couple na RecordTV.[191]
- 25 de abril — Estreia da temporada 2018 do Profissão Repórter na Rede Globo.[192]
- 26 de abril — Estreia da 1.ª temporada de Carcereiros na Rede Globo.[193]
- 28 de abril
  - Termina Estrelas na Rede Globo.[194][195]
  - Termina a 2.ª temporada de Cabelo Pantene - O Reality no SBT.[179]
  - Estreia o bloco Crunchyroll TV na RBTV.[196]
- 29 de abril
  - Estreia Compartilhe RS na RBS TV.[197]
  - Estreia Nossa Santa Catarina na NSC TV.[186]
  - Termina o bloco Quem Não Viu, Vai Ver no SBT.

### Maio
- 1.º de maio — Estreia Prazer, Pabllo Vittar no Multishow.[198]
- 4 de maio — Termina Segredos e Mentiras na Rede Globo.
- 5 de maio — Estreia As Matrioskas na Rede Globo.[199]
- 6 de maio
  - Estreia Poder em Foco no SBT.[200]
  - Reestreia Máquina Mortífera na Rede Globo.
- 11 de maio — Termina O Outro Lado do Paraíso na Rede Globo.
- 14 de maio — Estreia Segundo Sol na Rede Globo.[201][202]
- 15 de maio — Estreia Ponto Cego na Rede Globo.[203]
- 16 de maio
  - Estreia As Aventuras de Poliana no SBT.[204][205]
  - Termina a 2.ª temporada de Natália na TV Brasil.
- 24 de maio — Termina Máquina Mortífera na Rede Globo.
- 26 de maio
  - Termina José do Egito na RecordTV.
  - Reestreia Rei Davi na RecordTV.[206]
- 27 de maio — Reestreia Lendas do Amanhã na Rede Globo.
- 28 de maio — Estreia Denúncia Urgente na RedeTV!.[207]
- 29 de maio — Termina Prazer, Pabllo Vittar no Multishow.
- 31 de maio — Termina Rua Augusta na TNT.

### Junho
- 3 de junho — Termina a 4.ª temporada de O Negócio na HBO Brasil.
- 4 de junho — Reestreia de Belíssima no Vale a Pena Ver de Novo na Rede Globo.[208][209]
- 5 de junho — Estreia da 5.ª temporada do Música Boa Ao Vivo no Multishow.[210]
- 6 de junho — Termina Carinha de Anjo no SBT.
- 8 de junho — Termina Celebridade no Vale a Pena Ver de Novo na Rede Globo.
- 9 de junho
  - Reestreia Big Bang: A Teoria no SBT.[211]
  - Termina Os Simpsons na Rede Bandeirantes.
- 10 de junho
  - Estreia Entre Amigos na Record News.[212]
  - A Rede Globo exibe o especial Vozes da Copa.
  - Termina Uma Família da Pesada na Rede Bandeirantes.
- 12 de junho — Termina a 4.ª temporada de Mister Brau na Rede Globo.[182]
- 13 de junho
  - Termina As Matrioskas na Rede Globo.
  - A Rede Globo exibe o especial Meu Lance na Copa.
  - Termina Lendas do Amanhã na Rede Globo.
- 16 de junho
  - Termina Bebê a Bordo no Viva.
  - Termina Sobrenatural no SBT.
- 17 de junho — Reestreia Domingo no Cinema na Rede Bandeirantes.
- 18 de junho
  - Reestreia Vale Tudo no Viva.[213][214]
  - Estreia Doutora Darci no Multishow.[215]
- 23 de junho
  - Termina Big Bang: A Teoria no SBT.[216]
  - Reestreia Diários de Um Vampiro no SBT.[217]
- 25 de junho — Termina Apocalipse na RecordTV.[218]
- 26 de junho — Estreia Lia na RecordTV.[218][219][220]
- 28 de junho — Termina a 3.ª temporada de Power Couple na RecordTV.
- 30 de junho — Reestreia A Escolinha do Golias no SBT.[216]

### Julho
- 1.º de julho
  - Estreia Brasil da Gente na Rede Bandeirantes.[221]
  - Agora é com Datena passa a se chamar Agora É Domingo na Rede Bandeirantes.[221]
- 2 de julho
  - Termina Amor Proibido na Rede Bandeirantes.[222]
  - Reestreia Repórter Record Investigação na RecordTV.
- 3 de julho — Estreia Asas do Amor na Rede Bandeirantes.[222]
- 4 de julho — Estreia Cine Globoplay na Rede Globo.[223]
- 5 de julho — Reestreia A Lei e o Crime na RecordTV.[224]
- 8 de julho — Termina Brasil da Gente na Rede Bandeirantes.
- 9 de julho — Termina Lia na RecordTV.[218]
- 11 de julho — Termina a 2.ª temporada de Batalha dos Confeiteiros Brasil na RecordTV.[225]
- 13 de julho
  - Termina Conta Corrente na GloboNews.
  - Estreia da 1.ª temporada de SóTocaTop no Multishow.
- 14 de julho — Estreia da 1.ª temporada de SóTocaTop na Rede Globo.[226][227]
- 15 de julho — A Rede Globo reprisa o especial Chacrinha, o Eterno Guerreiro, exibido originalmente no dia 6 de setembro de 2017.
- 16 de julho — Termina Onde Nascem os Fortes na Rede Globo.[228]
- 17 de julho
  - Estreia da 7.ª temporada do The Voice Brasil na Rede Globo.[227][229]
  - Estreia da 3.ª temporada de Flash na Rede Globo.
- 18 de julho — Estreia da 1.ª temporada de Canta Comigo na RecordTV.[227][230]
- 20 de julho — Estreia da 2.ª temporada de Máquina Mortífera na Rede Globo.[231]
- 21 de julho — Termina A Escolinha do Golias no SBT.[232]
- 23 de julho — Estreia Que Pobres Tão Ricos no SBT.[233]
- 24 de julho
  - Termina Os Dez Mandamentos na RecordTV.[218]
  - Estreia Jesus na RecordTV.[218][234]
- 25 de julho
  - Reestreia A Terra Prometida na RecordTV.[235]
  - Estreia Z4 no SBT.[236][237]
- 27 de julho
  - Termina Senpai TV na RBTV.[238]
  - Termina Explode Coração no Viva.
- 28 de julho — Reestreia Arrow no SBT.[232]
- 29 de julho — Termina o bloco Crunchyroll TV na RBTV.
- 30 de julho
  - Estreia GloboNews em Ponto na GloboNews.[239]
  - Reestreia Essas Mulheres na RecordTV.[240]
  - Termina Deus Salve o Rei na Rede Globo.
  - Estreia A Indomada no Viva.[241][242]
- 31 de julho
  - Estreia O Tempo Não Para na Rede Globo.[243]
  - Termina a 5.ª temporada de MasterChef na Rede Bandeirantes.

### Agosto
- 3 de agosto
  - Estreia da 10.ª temporada de Detetives do Prédio Azul no Gloob.
  - Termina Amanhã é para Sempre no SBT.
- 4 de agosto
  - Termina Juba & Lula no Viva.
  - Termina a 2.ª temporada de Fábrica de Casamentos no SBT.
- 6 de agosto
  - Reestreia Carrossel no SBT.[244]
  - Estreia A Grande Família no Viva.[245]
- 7 de agosto
  - Termina Bicho do Mato na RecordTV.
  - Termina Coração Indomável no SBT.
- 8 de agosto
  - Termina O Direito de Nascer na TV Aparecida.
  - Estreia Data Venia na RedeTV.[246]
- 9 de agosto — Reestreia Mistérios no Convento na TV Aparecida.[247]
- 10 de agosto — Termina a 3.ª temporada de Flash na Rede Globo.
- 11 de agosto — Estreia da 4.ª temporada de Bake Off Brasil: Mão na Massa no SBT.[248][249]
- 13 de agosto — Estreia da 6.ª temporada de Vai Que Cola no Multishow.
- 14 de agosto — Estreia da 2.ª temporada de Lendas do Amanhã na Rede Globo.
- 16 de agosto — Termina A Lei e o Crime na RecordTV.
- 17 de agosto — Termina Ponto Pop na PlayTV.
- 18 de agosto
  - Termina Sinhá Moça no Viva.
  - Termina Ponto K-Pop na PlayTV.
- 20 de agosto — Estreia Baila Comigo no Viva.[242][250]
- 21 de agosto — Estreia da 3.ª temporada de MasterChef Profissionais na Rede Bandeirantes.[192]
- 23 de agosto — Estreia As Grandes Entrevistas de Marcelo Rezende na RecordTV.[251]
- 24 de agosto — Termina Regal Academy na TV Cultura.
- 25 de agosto — Estreia Contender: Uma Chance no UFC na Rede Globo.[252]
- 26 de agosto — Termina Tô de Férias no SBT.[253]
- 27 de agosto — Reestreia Maggie & Bianca Fashion Friends na TV Cultura.
- 29 de agosto — Termina Z4 no SBT.
- 30 de agosto
  - Termina Godofredo na TV Cultura.
  - Termina Shaun, o Carneiro na TV Cultura.
- 31 de agosto
  - Termina o bloco Mundo Disney no SBT.[254]
  - Termina a 2.ª temporada de Lendas do Amanhã na Rede Globo.

### Setembro
- 1.º de setembro — Termina Rei Davi na RecordTV.
- 2 de setembro — Reestreia Sessão Desenho no SBT.[255]
- 3 de setembro — Estreia da 4.ª temporada da Escolinha do Professor Raimundo no Viva.[256]
- 4 de setembro
  - Estreia The Box na TV A Crítica.[257]
  - Estreia da 3.ª temporada de Segredos do Paraíso na Rede Globo.
- 6 de setembro — A Rede Globo reprisa o episódio "O Assalto" da série Os Experientes, em homenagem a Beatriz Segall, falecida um dia antes.[258]
- 8 de setembro
  - Termina a 1.ª temporada de O Céu É o Limite na RedeTV!.
  - Termina Contender: Uma Chance no UFC na Rede Globo.
- 9 de setembro
  - Estreia Vida no Campo na TV Aparecida.[259]
  - Termina a 3.ª temporada de Tamanho Família na Rede Globo.
- 12 de setembro — Termina a 1.ª temporada de Canta Comigo na RecordTV.[260]
- 13 de setembro — Termina As Grandes Entrevistas de Marcelo Rezende na RecordTV.
- 14 de setembro
  - Termina A Vida como Ela é.. no Viva.
  - Termina a 3.ª temporada de Segredos do Paraíso na Rede Globo.
- 15 de setembro
  - Estreia da 3.ª temporada de BBQ Brasil: Churrasco na Brasa no SBT.[261]
  - Termina Mistérios no Convento na TV Aparecida.
  - Reestreia Mega Senha na RedeTV!.[262]
- 16 de setembro — Estreia da 2.ª temporada de Popstar na Rede Globo.[263]
- 17 de setembro — Estreia Coração Esmeralda na TV Aparecida.[264]
- 18 de setembro
  - Estreia da 10.ª temporada de A Fazenda na RecordTV.[17][265]
  - Reestreia da 3.ª temporada de Lista Negra na Rede Globo.
- 21 de setembro — Termina Cine Cult na TV Cultura.
- 22 de setembro — Termina a 4.ª temporada da Escolinha do Professor Raimundo no Viva.
- 24 de setembro — Termina Orgulho e Paixão na Rede Globo.
- 25 de setembro
  - Termina a 13.ª temporada de Malhação no Viva.
  - Estreia Espelho da Vida na Rede Globo.[266][267]
- 26 de setembro
  - Estreia da 14.ª temporada de Malhação no Viva.[268]
  - Estreia da 4.ª temporada de Dancing Brasil na RecordTV.[269]
- 27 de setembro — Termina a 7.ª temporada do The Voice Brasil na Rede Globo.
- 28 de setembro — Estreia Padre Brown na TV Cultura.[270]
- 30 de setembro — Estreia da 1.ª temporada de Choque de Cultura na Rede Globo.[271]

### Outubro
- 3 de outubro — Estreia Estúdio News na Record News.[272]
- 4 de outubro — Termina Nossa Noite na TV Gazeta.
- 5 de outubro — Termina Denúncia Urgente na RedeTV!.[273]
- 8 de outubro
  - Reestreia Teresa no SBT.[274]
  - Estreia Tricotando na RedeTV!.[275]
- 9 de outubro
  - Estreia da 2.ª temporada de Sob Pressão na Rede Globo.[276]
  - Estreia da 11.ª temporada de Amor & Sexo na Rede Globo.[277]
- 11 de outubro — Estreia Os Melhores Anos das Nossas Vidas na Rede Globo.[278]
- 12 de outubro — Termina a 3.ª temporada de Lista Negra na Rede Globo.
- 14 de outubro — Estreia da 3.ª temporada de Magnífica 70 na HBO Brasil.[279]
- 16 de outubro
  - Termina Asas do Amor na Rede Bandeirantes.
  - Termina a 5.ª temporada do Música Boa Ao Vivo no Multishow.
  - Estreia da 2.ª temporada de Gotham na Rede Globo.
- 17 de outubro — Estreia Minha Vida na Rede Bandeirantes.[280]
- 26 de outubro — Termina Que Pobres Tão Ricos no SBT
- 27 de outubro
  - Estreia Viver do Riso no Viva.[281]
  - Termina a 3.ª temporada de Zero1 na Rede Globo.[282]

### Novembro
- 2 de novembro
  - Termina Superpoderosas na Rede Bandeirantes.[283]
  - Termina Jornal da Gazeta - Edição das 10 na TV Gazeta.[103]
- 4 de novembro — Estreia Brasil Toca Choro na TV Cultura.[284]
- 5 de novembro
  - Estreia da 11.ª temporada de Detetives do Prédio Azul no Gloob.
  - Estreia Mundo Animado na Rede Bandeirantes.
  - Estreia 1 por Todos na Rede Bandeirantes.[285]
- 8 de novembro — Termina The Box na TV A Crítica.[257]
- 9 de novembro
  - Termina Segundo Sol na Rede Globo.[286]
  - Termina a 2.ª temporada de Gotham na Rede Globo.
- 12 de novembro
  - Reestreia Bela, a Feia na RecordTV.[287]
  - Estreia O Sétimo Guardião na Rede Globo.[288]
  - A Rede Globo exibe na Tela Quente o filme O Espetacular Homem-Aranha 2: A Ameaça de Electro, em homenagem a Stan Lee que faleceu no mesmo dia.[289]
- 13 de novembro — Reestreia Empire: Fama e Poder na Rede Globo.
- 18 de novembro — Termina a 2.ª temporada de Popstar na Rede Globo.[263]
- 21 de novembro — Termina Luz do Sol na RecordTV.
- 22 de novembro — Estreia Investindo em Sonhos na RedeTV!.[290]
- 24 de novembro — Estreia Em Casa com Nelson Motta na GloboNews.[291]
- 25 de novembro
  - Termina Repórter Rá Teen Bum na TV Cultura.
  - Estreia da 1.ª temporada de Pais de Primeira na Rede Globo.[292]
  - Estreia da 4.ª temporada da Escolinha do Professor Raimundo na Rede Globo.

### Dezembro
- 1.º de dezembro — Estreia NASCAR Show na RedeTV!.[293]
- 2 de dezembro
  - Termina a 1.ª temporada de Choque de Cultura na Rede Globo.
  - Estreia Se Liga no Pida! na RedeTV!.[294]
- 5 de dezembro — Termina a 4.ª temporada de Dancing Brasil na RecordTV.
- 6 de dezembro — Termina a 1.ª temporada de Carcereiros na Rede Globo.[295]
- 9 de dezembro — Termina Show do Esporte na Rede Bandeirantes.[296]
- 11 de dezembro
  - Termina a 3.ª temporada de MasterChef Profissionais na Rede Bandeirantes.
  - A RecordTV exibe o especial O Fino da Bossa.[297][298]
  - Termina a 11.ª temporada de Amor & Sexo na Rede Globo.[299]
- 12 de dezembro — A Rede Globo exibe a 4.ª edição do especial Festeja Brasil.[300]
- 13 de dezembro
  - Termina Dragon Ball Z na RBTV.[301]
  - Termina a 10.ª temporada de A Fazenda na RecordTV.[302]
- 14 de dezembro
  - Termina a temporada 2018 do Globo Repórter na Rede Globo.
  - Termina a 2.ª temporada de Conversa com Bial na Rede Globo.[303]
  - Termina Empire: Fama e Poder na Rede Globo.
- 15 de dezembro
  - A Rede Globo exibe o especial de fim de ano do Zero1.[304]
  - Termina a 3.ª temporada de BBQ Brasil: Churrasco na Brasa no SBT.
  - Termina a 4.ª temporada de Bake Off Brasil: Mão na Massa no SBT.
- 16 de dezembro — Termina a 3.ª temporada de Magnífica 70 na HBO Brasil.
- 17 de dezembro
  - A RecordTV exibe o especial de fim de ano do Canta Comigo.[305][306]
  - Termina 1 por Todos na Rede Bandeirantes.
  - O SBT exibe a sua Retrospectiva 2018.[123][307]
  - Estreia da 2.ª temporada de Supergirl na Rede Globo.
- 18 de dezembro
  - Termina a 2.ª temporada de Sob Pressão na Rede Globo.[276]
  - A RecordTV exibe a primeira parte do especial Família Record.[306]
  - O SBT exibe o especial Neymar Jr. Entre Amigos.[123]
- 19 de dezembro
  - A RecordTV exibe o especial Dancing Brasil Júnior.[306][308]
  - Termina a temporada 2018 do Profissão Repórter na Rede Globo.[309]
- 20 de dezembro
  - A Rede Globo exibe a retrospectiva A Gente Riu Assim.[310]
  - A RecordTV exibe a segunda parte do especial Família Record.[306]
  - Termina Os Melhores Anos das Nossas Vidas na Rede Globo.
  - Termina a 3.ª temporada do Programa do Porchat na RecordTV.[311][312]
- 21 de dezembro
  - A Rede Globo exibe o especial Roberto Carlos: Muito Romântico.[313]
  - A RedeTV! exibe a sua Retrospectiva 2018.[314]
  - Termina a 2.ª temporada de Máquina Mortífera na Rede Globo.
- 22 de dezembro
  - Reestreia o bloco Quem Não Viu, Vai Ver no SBT.[315]
  - Estreia Grande Círculo no SporTV.[316]
  - O SBT exibe a primeira parte do especial Bake Off SBT.[123]
- 24 de dezembro
  - A Rede Globo exibe o especial O Natal Perfeito.[313]
  - A RecordTV exibe o especial Victor & Leo[317]
  - A Rede Globo, TV Cultura, Rede Vida e TV Aparecida transmitem a Missa do Galo.
- 26 de dezembro — A RecordTV exibe a Retrospectiva dos Famosos 2018.[306]
- 27 de dezembro — A RecordTV exibe a sua Retrospectiva 2018.[306]
- 28 de dezembro
  - Termina a 1.ª temporada de SóTocaTop no Multishow.
  - A Rede Globo exibe a sua Retrospectiva 2018.[313]
  - Termina a 5.ª temporada do The Noite com Danilo Gentili no SBT.[318]
- 29 de dezembro
  - Termina a 1.ª temporada de SóTocaTop na Rede Globo.[319]
  - Termina o bloco Quem Não Viu, Vai Ver no SBT.[320]
  - O SBT exibe a segunda parte do especial Bake Off SBT.[123]
- 30 de dezembro
  - Termina a 1.ª temporada de Pais de Primeira na Rede Globo.[321]
  - Termina Agora É Domingo na Rede Bandeirantes.[322]
  - A TV Cultura exibe a sua Retrospectiva 2018.
  - Termina Poder em Foco no SBT.[323]
- 31 de dezembro
  - Termina Pague Menos Sempre Bem na Rede Bandeirantes.[324]
  - Termina Cozinha do Bork na Rede Bandeirantes.[324]
  - A TV Gazeta exibe o Festa 2019.[325]
  - A Rede Globo exibe o Show da Virada.[313]
  - A RBTV (a partir de 28 de dezembro) e a Rede Bandeirantes exibem ao vivo de Salvador, Bahia o Festival Virada - Salvador.[326]
  - A RecordTV exibe o especial Elton John: I'm Still Standing - A Grammy Salute.[306]

### Lançamentos viaplataforma sob demanda
- 23 de março — Estreia da 1.ª temporada de O Mecanismo na Netflix.[327]
- 27 de abril — Estreia da 2.ª temporada de 3% na Netflix.[328]
- 6 de julho — Estreia da 1.ª temporada de Samantha! na Netflix.[329]
- 6 de setembro — Estreia Além da Ilha no Globoplay.[330]
- 21 de setembro — Estreia Assédio no Globoplay.[331]
- 10 de outubro — Estreia Terrores Urbanos no PlayPlus.[332]
- 14 de novembro — Estreia da 1.ª temporada de Ilha de Ferro no Globoplay.[333]

## Emissoras e plataformas

### Fundações
| Data           | Emissora    | Cidade, UF         | Notas | Ref.                |
| -------------- | ----------- | ------------------ | --- | ------------------- |
| 16 de abril    | TV Guanaré  | Caxias, Maranhão   | Emissora mantida pelo Sistema Guará de Radiodifusão, e afiliada à Record News                                                | [carece de fontes?] |
| 26 de abril    | Like        | Rio de Janeiro, RJ | Canal por assinatura especializado em entretenimento                                                                         | [ 334 ]             |
| 18 de maio     | O Dia TV    | Teresina, Piauí    | Emissora pertencente ao Sistema O Dia de Comunicação, tendo como afiliação a RedeTV!                                         | [ 335 ]             |
| 3 de agosto    | MTV Live HD | —                  | Canal de televisão por assinatura programada pela Viacom International Media Networks, com 24 horas de programação musical   | [ 336 ]             |
| 14 de agosto   | PlayPlus    | São Paulo, SP      | Plataforma de streaming e vídeo sob demanda, pertencente ao Grupo Record                                                     | [ 337 ]             |
| 17 de outubro  | Love Nature | São Paulo, SP      | Canal programado pela AMC Networks International Latin America                                                               | [carece de fontes?] |
| 26 de setembro | TNT 2       | São Paulo, SP      | Canais programados pela Turner Broadcasting System Latin America, que substituíram o Esporte Interativo na TV por assinatura | [ 338 ]             |
| 26 de setembro | TNT 3       | São Paulo, SP      | Canais programados pela Turner Broadcasting System Latin America, que substituíram o Esporte Interativo na TV por assinatura | [ 338 ]             |

### Extinções
| Data           | Emissora              | Cidade, UF           | Notas | Ref.                  |
| -------------- | --------------------- | -------------------- | --- | --------------------- |
| 12 de março    | Disney Channel +      | São Paulo, SP        | Inicialmente uma versão em alta definição do Disney Channel, passou a ter programação diferente do canal principal, e foi descontinuado nas operadoras que o transmitiam para dar lugar ao simulcast em SD do mesmo | [carece de fontes?]   |
| 25 de setembro | Esporte Interativo    | Rio de Janeiro, RJ   | A Turner Broadcasting System Latin America encerrou a programação dos canais da TV por assinatura, movendo parte de seus programas e direitos de transmissão para os canais TNT e Space                             | [ 75 ] [ 76 ] [ 339 ] |
| 25 de setembro | Esporte Interativo 2  | Rio de Janeiro, RJ   | A Turner Broadcasting System Latin America encerrou a programação dos canais da TV por assinatura, movendo parte de seus programas e direitos de transmissão para os canais TNT e Space                             | [ 75 ] [ 76 ] [ 339 ] |
| 25 de setembro | Esporte Interativo BR | Rio de Janeiro, RJ   | O canal via satélite também foi encerrado, embora suas antigas atrações continuem indo ao ar em esquema de reprises através da TV Eldorado                                                                          | [ 75 ] [ 76 ] [ 339 ] |
| 18 de outubro  | TV Capital            | Imperatriz, Maranhão | A emissora encerrou voluntariamente suas transmissões por não possuir condições de fazer a transição para o sinal digital.                                                                                          | [carece de fontes?]   |
| 31 de dezembro | TNT 2                 | São Paulo, SP        | A Turner Broadcasting System Latin America decidiu encerrar a operação dos canais em razão do desinteresse das operadoras.                                                                                          | [ 340 ]               |
| 31 de dezembro | TNT 3                 | São Paulo, SP        | A Turner Broadcasting System Latin America decidiu encerrar a operação dos canais em razão do desinteresse das operadoras.                                                                                          | [ 340 ]               |
| 31 de dezembro | HBO Plus*e            | São Paulo, SP        | Canal premium que exibia a programação da sua contraparte com três horas de delay, foi descontinuado por decisão da HBO Latin America Group.                                                                        | [ 340 ]               |
| 31 de dezembro | Max Prime*e           | São Paulo, SP        | Canal premium que exibia a programação da sua contraparte com três horas de delay, foi descontinuado por decisão da HBO Latin America Group.                                                                        | [ 340 ]               |

### Rebrandings
| Data            | Emissora              | Cidade, UF                           | Notas                                 | Ref.                |
| --------------- | --------------------- | ------------------------------------ | ------------------------------------- | ------------------- |
| 12 de fevereiro | RedeTV! Manaus        | Manaus, Amazonas                     | Passa a se chamar Inova TV            | [ 341 ]             |
| 23 de abril     | Rede Mercosul         | Curitiba, Paraná                     | Passa a se chamar Rede Interteve      | [carece de fontes?] |
| 7 de maio       | MultiCultura Educação | São Paulo, SP                        | Volta a se chamar MultiCultura        | [carece de fontes?] |
| 13 de junho     | TV Guarantã           | Guarantã do Norte, Mato Grosso       | Passa a se chamar TV Amplitude        | [carece de fontes?] |
| 17 de julho     | E-Paraná              | Curitiba, Paraná                     | Volta a se chamar TV Paraná Educativa | [carece de fontes?] |
| 6 de agosto     | Universal Channel     | Rio de Janeiro, RJ                   | Passa a se chamar Universal TV        | [ 342 ]             |
| 22 de agosto    | Vibe TV               | Vila Velha / Vitória, Espírito Santo | Passa a se chamar TV UVV              | [carece de fontes?] |
| 1.º de setembro | ESPN+                 | São Paulo, SP                        | Passa a se chamar ESPN 2              | [ 343 ]             |
| 18 de setembro  | TV Metropolitana      | Belém, Pará                          | Passa a se chamar Rede Brasil Pará    | [carece de fontes?] |
| 7 de outubro    | Rede Cerrado          | Aparecida de Goiânia, Goiás          | Passa a se chamar TV Sagres           | [ 344 ]             |
| 5 de novembro   | Fox                   | São Paulo, SP                        | Passa a se chamar Fox Channel         | [carece de fontes?] |
| 18 de dezembro  | TVE MS                | Campo Grande, Mato Grosso do Sul     | Passa a se chamar TVE Cultura         | [carece de fontes?] |

### Trocas de afiliação
| Data           | Emissora         | Cidade, UF                           | Afiliação anterior | Afiliação nova       | Notas | Ref.                |
| -------------- | ---------------- | ------------------------------------ | ------------------ | -------------------- | --- | ------------------- |
| 8 de janeiro   | TV Ceará         | Fortaleza, Ceará                     | TV Brasil          | TV Brasil TV Cultura | Após a desfiliação da TV O Povo, a TV Cultura assinou com a emissora do Governo do Estado do Ceará. Com isso, a TV Ceará volta a exibir a programação da emissora pública paulista após 11 anos, em dupla afiliação com a emissora do Governo Federal | [ 345 ]             |
| 25 de janeiro  | TV Metropolitana | São José de Ribamar, Maranhão        | RBTV               | Rede Bandeirantes    | A emissora passou a retransmitir a programação da rede, em substituição à TV Maranhense, afiliada desde 2000, cujo contrato terminara no dia anterior. Mesmo com o fim da afiliação, ambas continuaram transmitindo a mesma programação em função de uma liminar judicial concedida para a antiga afiliada                                                             | [ 74 ]              |
| 12 de março    | TVE ES           | Vitória, Espírito Santo              | TV Brasil          | TV Cultura           | A emissora capixaba volta a ser afiliada a TV Cultura após 9 anos como afiliada da TV Brasil. Anteriormente, a Cultura tinha seu sinal retransmitido pela Vibe TV, que saiu do ar com o fim do sinal analógico na região em 25 de outubro de 2017. A emissora anunciou inicialmente em suas redes sociais a troca de afiliação para 1.º de março, mas isso não ocorreu | [ 346 ]             |
| 16 de junho    | TV Guanaré       | Caxias, Maranhão                     | Record News        | Rede Meio Norte      | Dois meses depois de inaugurada, a emissora deixou a Record News e se afiliou com a rede regional baseada em Teresina, Piauí. A troca no entanto só durou até 8 de julho, quando a emissora retornou para a Record News por razões contratuais | [carece de fontes?] |
| 22 de junho    | TV Amazônia      | Santarém, Pará                       | RedeTV!            | Rede Super           | A emissora deixou a rede após quase 19 anos de afiliação, sendo uma das remanescentes do período de transição com a Rede Manchete em 1999. A troca de afiliação ocorreu no aniversário de 357 anos da cidade de Santarém | [carece de fontes?] |
| 12 de julho    | TV Ilha do Sol   | Guarujá, São Paulo                   | RBTV               | Independente         | A emissora pertencente a UNAERP encerrou sua afiliação de quase 3 anos com a Rede Brasil de Televisão, que ficou sem representante na Baixada Santista. Passou a exibir programação própria. | [carece de fontes?] |
| 22 de agosto   | TV UVV           | Vila Velha / Vitória, Espírito Santo | TV Cultura         | Canal Futura         | Após retomar suas transmissões, a emissora afiliou-se com o Canal Futura, uma vez que a TV Cultura já havia passado a ser transmitida pela TVE ES em 12 de março de 2018 | [carece de fontes?] |
| 3 de setembro  | TV Mutum         | Nova Mutum, Mato Grosso              | SBT                | Rede Bandeirantes    | Após 11 anos como afiliada do SBT, a emissora tornou-se afiliada da Rede Bandeirantes, além de retransmitir parte da programação da TV Cidade Verde | [ 347 ]             |
| 3 de setembro  | TV Arinos        | Nova Mutum, Mato Grosso              | RecordTV           | SBT                  | Com a troca de afiliação da TV Mutum, a emissora deixou a RecordTV e tornou-se afiliada ao SBT, unificando sua programação com outras três emissoras do Grupo Roberto Dorner de Comunicação | [ 347 ]             |
| 28 de dezembro | TV Universitária | Uberlândia, Minas Gerais             | Rede Minas         | TV Cultura           | A emissora mineira passa a ser afiliada a TV Cultura após 4 anos como afiliada da Rede Minas | [ 348 ]             |

## Mortes
| Data            | Nome                              | Idade | Notas | Ref.    |
| --------------- | --------------------------------- | ----- | --- | ------- |
| 1.º de janeiro  | Humberto Coutinho                 | 71    | Político, médico e empresário. Foi proprietário do Sistema Sinal Verde de Comunicação, responsável pela TV Sinal Verde de Caxias, Maranhão | [ 349 ] |
| 3 de janeiro    | Marco Mora                        | 71    | Editor e diretor. Trabalhou como editor de novelas na Rede Tupi, e produziu o Telecurso na Rede Globo. Foi diretor-executivo do departamento esportivo da Central Globo de Jornalismo entre 1982 e 2015                                                                | [ 350 ] |
| 9 de janeiro    | Henrique César                    | 84    | Ator. Trabalhos notáveis incluem O Vigilante Rodoviário e Mano a Mano | [ 351 ] |
| 18 de janeiro   | Flávio Henrique                   | 49    | Músico. Foi presidente da Empresa Mineira de Comunicação, responsável pela Rede Minas de Belo Horizonte, Minas Gerais | [ 352 ] |
| 18 de janeiro   | Tereza Ferreira Corte Real        | 92    | Atriz, esposa de Renato Corte Real e mãe de Ricardo Corte Real. Trabalhos notáveis incluem Papai Sabe Nada e Faça Humor, Não Faça Guerra | [ 353 ] |
| 22 de janeiro   | Desireé Vignolli                  | 52    | Atriz. Trabalhos notáveis incluem Que Rei Sou Eu? e Vidas Cruzadas | [ 354 ] |
| 3 de fevereiro  | Oswaldo Loureiro                  | 85    | Ator e diretor. Na televisão, atuou em novelas e minisséries como Corrida do Ouro, Roda de Fogo, Tenda dos Milagres e Incidente em Antares, além de ter dirigido Os Trapalhões entre 1982 e 1983                                                                       | [ 355 ] |
| 5 de fevereiro  | Gilberto Augusto Félix (Montanha) | 52    | Ator e humorista. Trabalhos notáveis incluem Festa do Mallandro e Topa Tudo por Dinheiro | [ 356 ] |
| 9 de fevereiro  | Eduardo Carneiro                  | 52    | Ator e cantor. Morreu durante a exibição da telenovela O Outro Lado do Paraíso, onde atuou com parte do elenco no núcleo de garimpeiros | [ 357 ] |
| 20 de fevereiro | Altino José de Barros             | 92    | Publicitário. Foi o criador do top de 5 segundos da Rede Globo | [ 358 ] |
| 3 de março      | Tônia Carrero                     | 95    | Atriz. Trabalhos notáveis incluem Grande Teatro Tupi, Sangue do Meu Sangue, Pigmalião 70, Água Viva e Kananga do Japão | [ 359 ] |
| 19 de março     | Miguel Dias de Souza              | 66    | Empresário. Foi proprietário do Grupo Cidade de Comunicação, responsável pela TV Cidade de Fortaleza, Ceará | [ 360 ] |
| 20 de março     | Cátia Pedrosa                     | 55    | Atriz e humorista. Foi Miss Brasil Mundo e trabalhou em programas do SBT, como A Praça é Nossa | [ 361 ] |
| 22 de março     | Miranda                           | 56    | Produtor musical. Na televisão, atuou como jurado dos shows de talentos Ídolos, Astros e Qual é o Seu Talento?, todos do SBT | [ 362 ] |
| 24 de março     | Toninho Drummond                  | 82    | Jornalista. Foi diretor de jornalismo (1971-1983) e diretor regional (1988-2012) da TV Globo Brasília, presidente da Radiobrás (1985-1987) e diretor da TV Bandeirantes Brasília (1987-1988)                                                                           | [ 363 ] |
| 30 de março     | Nelma Figueiredo                  | 53    | Jornalista. Trabalhou como repórter e apresentadora na TV Cabo Branco, TV Correio e TV Tambaú | [ 364 ] |
| 6 de abril      | Milioli Neto                      | 78    | Jornalista e dirigente esportivo. Trabalhou como comentarista esportivo na RCE TV e RBS TV Florianópolis | [ 365 ] |
| 9 de abril      | Edmilson Filho                    | 62    | Jornalista e radialista. Trabalhou na TVE Maranhão e na TV Brasil Maranhão, onde apresentou o TVE Notícias (1977-2007) e Repórter Maranhão (2007-2018) | [ 366 ] |
| 16 de abril     | Paulo Barboza                     | 73    | Radialista e apresentador. Na televisão, foi jurado do Troféu Imprensa entre 2007 e 2013, além de ter apresentado os programas É Lá que a Tupi Vai, Sessão Premiada, TV Pow e Programa Paulo Barboza, passando por Rede Tupi, SBT, Rede Manchete, RecordTV e TV Gazeta | [ 367 ] |
| 16 de abril     | Ricardo Vidarte                   | 58    | Cronista esportivo. Trabalhou entre 2007 e 2018 no SBT RS, onde apresentou o SBT Esporte RS, além de ter sido comentarista esportivo no rádio | [ 368 ] |
| 21 de abril     | Waldyr Sant'anna                  | 81    | Ator e dublador. Trabalhos notáveis incluem Guerra dos Sexos, Roque Santeiro, O Salvador da Pátria e Suave Veneno. Como dublador, ficou conhecido pela voz do personagem Homer Simpson em Os Simpsons, na dublagem brasileira                                          | [ 369 ] |
| 28 de abril     | Agildo Ribeiro                    | 86    | Ator e humorista. Trabalhos notáveis incluem Planeta dos Homens, Agildo no País das Maravilhas, Cabaré do Barata e Zorra Total | [ 370 ] |
| 3 de maio       | Luiz Antonio Gasparetto           | 68    | Psicólogo, médium e escritor. Na televisão, apresentou os programas Encontro Marcado e Terceira Visão | [ 371 ] |
| 13 de maio      | Cláudia Celeste                   | 66    | Atriz e dançarina. Foi a primeira travesti a atuar na televisão brasileira, tendo participado de Espelho Mágico e Olho por Olho | [ 372 ] |
| 14 de maio      | Roberto Farias                    | 86    | Cineasta e produtor. Na televisão, dirigiu minisséries como As Noivas de Copacabana e Memorial de Maria Moura, além de ter produzido Sob Nova Direção e alguns episódios do Você Decide                                                                                | [ 373 ] |
| 16 de maio      | Eloísa Mafalda                    | 93    | Atriz. Trabalhos notáveis incluem A Grande Família, Paraíso, Roque Santeiro, Pedra sobre Pedra e O Beijo do Vampiro | [ 374 ] |
| 22 de maio      | Alberto Dines                     | 86    | Jornalista. Na televisão, comandou o programa Observatório da Imprensa | [ 375 ] |
| 24 de maio      | Ramiro Alves                      | 59    | Jornalista. Na televisão, foi chefe de reportagem da TVE Rio de Janeiro na década de 1980 e editor regional da Rede Bandeirantes pela Band Rio, em 1997 | [ 376 ] |
| 24 de maio      | Luís Fernando Pinto               | 68    | Apresentador. Comandou entre 1985 e 2004 e entre 2015 e 2018 o Zoom Zoom Noturno, programa de televisão exibido pelas TVs Difusora, Cidade, Tropical e Guará | [ 377 ] |
| 25 de maio      | J. Hawilla                        | 74    | Jornalista e empresário. Assumiu diversas funções nos departamentos esportivos da Rede Bandeirantes, Rede Globo e RecordTV, e foi proprietário da TV TEM (2003-2018), rede de televisão regional baseada em Sorocaba, São Paulo                                        | [ 378 ] |
| 1.º de junho    | Cidinha Milan                     | 70    | Atriz. Trabalhos notáveis incluem Gabriela, Tieta e Sandy & Junior | [ 379 ] |
| 14 de junho     | Fábio Tomasini                    | 68    | Ator e dublador. Trabalhos notáveis incluem O Direito de Nascer, O Todo Poderoso e Nem Rebeldes, nem Fiéis | [ 380 ] |
| 17 de junho     | Cacilda Lanuza                    | 87    | Atriz. Trabalhos notáveis incluem Meu Pedacinho de Chão, Joana e Padre Cícero | [ 381 ] |
| 27 de junho     | Jânio Arley                       | 56    | Jornalista. Apresentou os programas policiais Bandeira 2 e De Olho em Você nas TVs Difusora, Cidade, Praia Grande e Guará | [ 382 ] |
| 30 de junho     | Eudósia Acuña                     | 74    | Atriz. Trabalhos notáveis incluem Cinderela 77, A Viagem e O Profeta | [ 383 ] |
| 3 de julho      | André Duda                        | 56    | Jornalista. Apresentou o DFTV e o Bom Dia DF na TV Globo Brasília | [ 384 ] |
| 12 de julho     | Laura Soveral                     | 85    | Atriz portuguesa. Trabalhos notáveis na televisão brasileira incluem O Casarão e Duas Vidas | [ 385 ] |
| 16 de julho     | Rodolpho Scervino                 | —     | Redator e diretor. Assumiu estas funções no Programa Silvio Santos e no Programa do Ratinho | [ 386 ] |
| 22 de julho     | Jorge Adib                        | 89    | Diretor de merchandising da Rede Globo | [ 387 ] |
| 20 de agosto    | Victor Amaral                     | 50    | Jornalista. Trabalhou como apresentador na TV Atalaia e TV Sergipe, e foi gerente comercial da Rede Amazônica em Manaus | [ 388 ] |
| 26 de agosto    | Henrique Martins                  | 84    | Ator e diretor de novelas teuto-brasileiro. Trabalhos notáveis incluem O Direito de Nascer, Anastácia, a Mulher sem Destino, Os Imigrantes, Éramos Seis e Cidadão Brasileiro                                                                                           | [ 389 ] |
| 27 de agosto    | José Parisi Jr.                   | 65    | Ator e dublador. Foi o fundador do estúdio de dublagem Parisi Video | [ 390 ] |
| 3 de setembro   | João Paulo Adour                  | 77    | Ator. Trabalhos notáveis incluem O Bem-Amado e As Três Marias | [ 391 ] |
| 5 de setembro   | Beatriz Segall                    | 92    | Atriz. Trabalhos notáveis incluem Dancin' Days, Pai Herói, Vale Tudo e Os Experientes | [ 392 ] |
| 8 de setembro   | Graça Araújo                      | 62    | Jornalista. Na televisão, apresentou os programas TV Mulher na TV Globo Nordeste, Programa do Meio-Dia e TV Jornal Meio-Dia na TV Jornal e também trabalhou na TV Manchete Recife                                                                                      | [ 393 ] |
| 27 de setembro  | Luiz Carlos Fabrini               | 84    | Jornalista. Foi locutor e comentarista esportivo da Rede Vida | [ 394 ] |
| 28 de setembro  | Leonardo Machado                  | 42    | Ator. Trabalhos notáveis incluem Viver a Vida e Na Forma da Lei | [ 395 ] |
| 14 de outubro   | Guga de Oliveira                  | 77    | Diretor. Trabalhou na Rede Tupi e Rede Bandeirantes, e foi responsável pela Milksom e Artvideo, produtoras independentes | [ 396 ] |
| 15 de outubro   | Maximira Figueiredo               | 79    | Atriz e dubladora. Trabalhos notáveis incluem Cadeia de Cristal e Pérola Negra | [ 397 ] |
| 16 de outubro   | Gil Gomes                         | 78    | Jornalista. Trabalhos notáveis incluem Aqui Agora, Mulheres, Escolinha do Barulho e Repórter Cidadão | [ 398 ] |
| 10 de novembro  | Joel Barcelos                     | 81    | Ator. Na televisão, trabalhos notáveis incluem Caso Especial e Mulheres de Areia | [ 399 ] |
| 10 de novembro  | Gessy Fonseca                     | 94    | Atriz e dubladora. Trabalhos notáveis incluem Fogo sobre Terra, O Todo Poderoso e Meus Filhos, Minha Vida | [ 400 ] |
| 5 de dezembro   | Sérgio Reis                       | 80    | Jornalista e diretor. Foi um dos pioneiros da televisão do Rio Grande do Sul, tendo trabalhado em todas as emissoras de Porto Alegre e dirigido a primeira transmissão à cores da TV brasileira em 1972. Também assumiu funções na TV Rio e na Rede Vida               | [ 401 ] |
| 6 de dezembro   | Meire Nogueira                    | 78    | Apresentadora e garota-propaganda. Trabalhos notáveis incluem O Direito de Nascer e A Casa é Sua | [ 402 ] |
| 16 de dezembro  | Célia Marques                     | 92    | Diretora pedagógica. Trabalhou na TV Cultura, e produziu o Telecurso na Rede Globo e o programa Rá-Tim-Bum. | [ 403 ] |
| 26 de dezembro  | Gerson Camata                     | 77    | Político e jornalista. Foi diretor de jornalismo da TV Vitória na década de 1960 | [ 404 ] |
| 27 de dezembro  | Ueze Zahran                       | 94    | Empresário. Foi proprietário da Rede Matogrossense de Comunicação, responsável pela TV Morena e TV Centro América | [ 405 ] |
| 31 de dezembro  | Etty Fraser                       | 87    | Atriz e apresentadora. Trabalhos notáveis incluem Sassaricando, Mundo da Lua e Torre de Babel | [ 406 ] |